# بيرلي إف. سبالدينغ
بيرلي إف. سبالدينغ هو قاضي ومحامي وسياسي أمريكي، ولد في 3 ديسمبر 1853 في كرافتسبوري في الولايات المتحدة، وتوفي في 17 مارس 1934 في فارغو في الولايات المتحدة. نشط حزبياً في الحزب الجمهوري. وقد انتخب Chief Justice of the North Dakota Supreme Court ‏ وانتخب عضو مجلس النواب الأمريكي ‏.